# Hein Wertheimer
Heinz Walter (Hein) Wertheimer (Amsterdam, 18 mei 1913 - Lhasa, 30 augustus 1997) was een Nederlandse amateurfotograaf, wiens nalatenschap een blijvende impact heeft gehad op de Nederlandse kunstwereld.

## Levensloop
Wertheimer werd geboren in Amsterdam, als zoon van Julius Wertheimer en Elsa Ornstein. Zijn vader was directeur van de NV Fabrieken van Spoorwegmateriaal v/h Orenstein & Koppel. Hijzelf studeerde rechten en economie aan de Universiteit van Amsterdam en werkte voor de Tweede Wereldoorlog bij de Hollandsche Bank-Unie.
Tijdens de Tweede Wereldoorlog ging Wertheimer in onderduik. In 1944 werd hij in Rotterdam gearresteerd door de SD uit Haarlem en kwam hij in Auschwitz en Dachau terecht. Zijn 'late' aankomst daar was mede de reden dat hij kon overleven.
Hij begon in 1949 als jurist bij het Eindhovense elektronicabedrijf Philips, waar hij later van 1961 tot 1973 onderdirecteur werd. Van 1974 tot 1983 was hij hoogleraar rechtswetenschappen aan de Erasmus Universiteit Rotterdam. Daarnaast was hij lid van commissies van de Sociaal Economische Raad en van de UNCTAD. In 1979 werd hij benoemd tot Officier in de Orde van Oranje-Nassau.
Naast zijn werk had hij als hobby fotografie. Hij was lid van Eindhovense fotoclubs en maakte talloze foto’s tijdens zijn vele reizen. In zijn werk toont hij zich een uitgesproken vertegenwoordiger van de humanistische fotografie in de sfeer van Henri Cartier-Bresson en Robert Doisneau.
Wertheimer overleed in 1997 tijdens een vakantie in Tibet aan hoogteziekte.
Bij zijn overlijden liet Wertheimer een aanzienlijk deel van zijn vermogen, geschat op 22 miljoen euro, na aan het Prins Bernhard Cultuurfonds. Dit geld werd gebruikt om het Wertheimerfonds op te richten, dat tot doel heeft de Nederlandse fotografie te ondersteunen. Deze richtte het Nederlands Fotomuseum op.

## Wetenswaardigheden
- In 2007 wijdde de AVRO een aflevering aan Wertheimer in de serie De Moderne Mecenas.